# وانشیانگ
وانشیانگ (انگلیسی: Wanxiang) شرکت خودروسازی چینی است، که در سال ۱۹۶۹ تأسیس شد.